# Charente-Maritime Women Cycling
El Charente-Maritime Women Cycling (Código UCI: CMW) es un equipo ciclista femenino de Francia de categoría UCI Women's Team, máxima categoría femenina del ciclismo en ruta a nivel mundial.

## Historia
El equipo femenino inicio desde 2015 como un club ciclista participando en un calendario local. En la actualidad hace parte de la categoría UCI Women's Team con la finalidad de apoyar al ciclismo femenino profesional.

## Material ciclista
El equipo utiliza bicicletas Giant.

## Clasificaciones UCI
Las clasificaciones del equipo y de su ciclista más destacado son las siguientes:
| Temporada | Clasificación por equipos | Mejor corredor | Posición |
| 2019      |                           |                |          |

## Palmarés
Para años anteriores véase: Palmarés del Charente-Maritime Women Cycling.

### Palmarés 2019

#### UCI WorldTour 2019
| Fechas | Carreras | Ganadora |
|        |          |          |

#### Calendario UCI Femenino 2019
| Fechas       | Carreras             | Ganadora        |
| 30 de agosto | La Picto-Charentaise | Gladys Verhulst |

#### Campeonatos nacionales
| Fechas | Carreras | Ganadora |
|        |          |          |

## Plantillas
Para años anteriores, véase Plantillas del Charente-Maritime Women Cycling

### Plantilla 2019
| Integrantes del equipo 2019 | Integrantes del equipo 2019 | Integrantes del equipo 2019   | Integrantes del equipo 2019 |
| Corredor                    | Fecha de nacimiento         | Equipo previo                 |                             |
| --------------------------- | --------------------------- | ----------------------------- | --------------------------- |
| Noémie Abgrall              | 1 de diciembre de 1999      | Breizh Ladies (2018)          |                             |
| Pauline Allin               | 2 de mayo de 1995           | SAS-Macogep (2017)            |                             |
| India Grangier              | 5 de enero de 2000          |                               |                             |
| Lucie Lahaye                | 21 de noviembre de 1997     |                               |                             |
| Manon Minaud                | 21 de octubre de 1998       | Elles Pays de la Loire (2018) |                             |
| Anaïs Morichon              | 6 de octubre de 1999        |                               |                             |
| Marine Quiniou              | 26 de agosto de 1993        | Breizh Ladies (2018)          |                             |
| Iris Sachet                 | 29 de mayo de 1994          | SAS-Macogep (2017)            |                             |
| Gladys Verhulst             | 2 de enero de 1997          | Léopard Normandie (2018)      |                             |
|                             |                             |                               |                             |
| Fuente: UCI                 |                             |                               |                             |